# 比約維卡

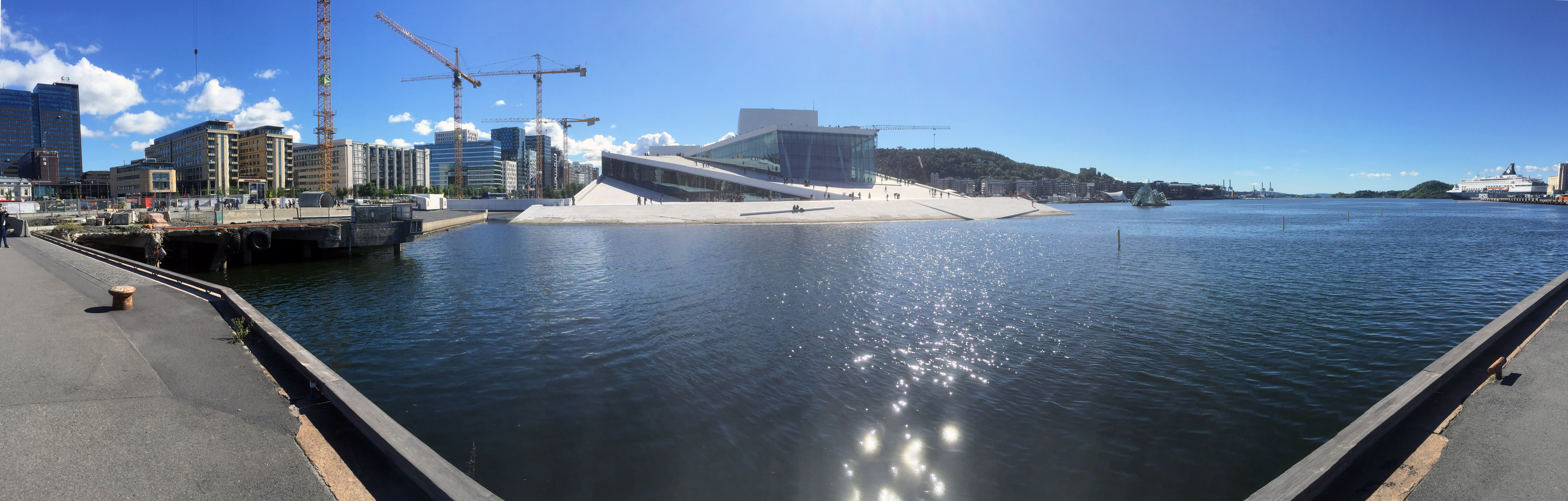
2016年的比約維卡

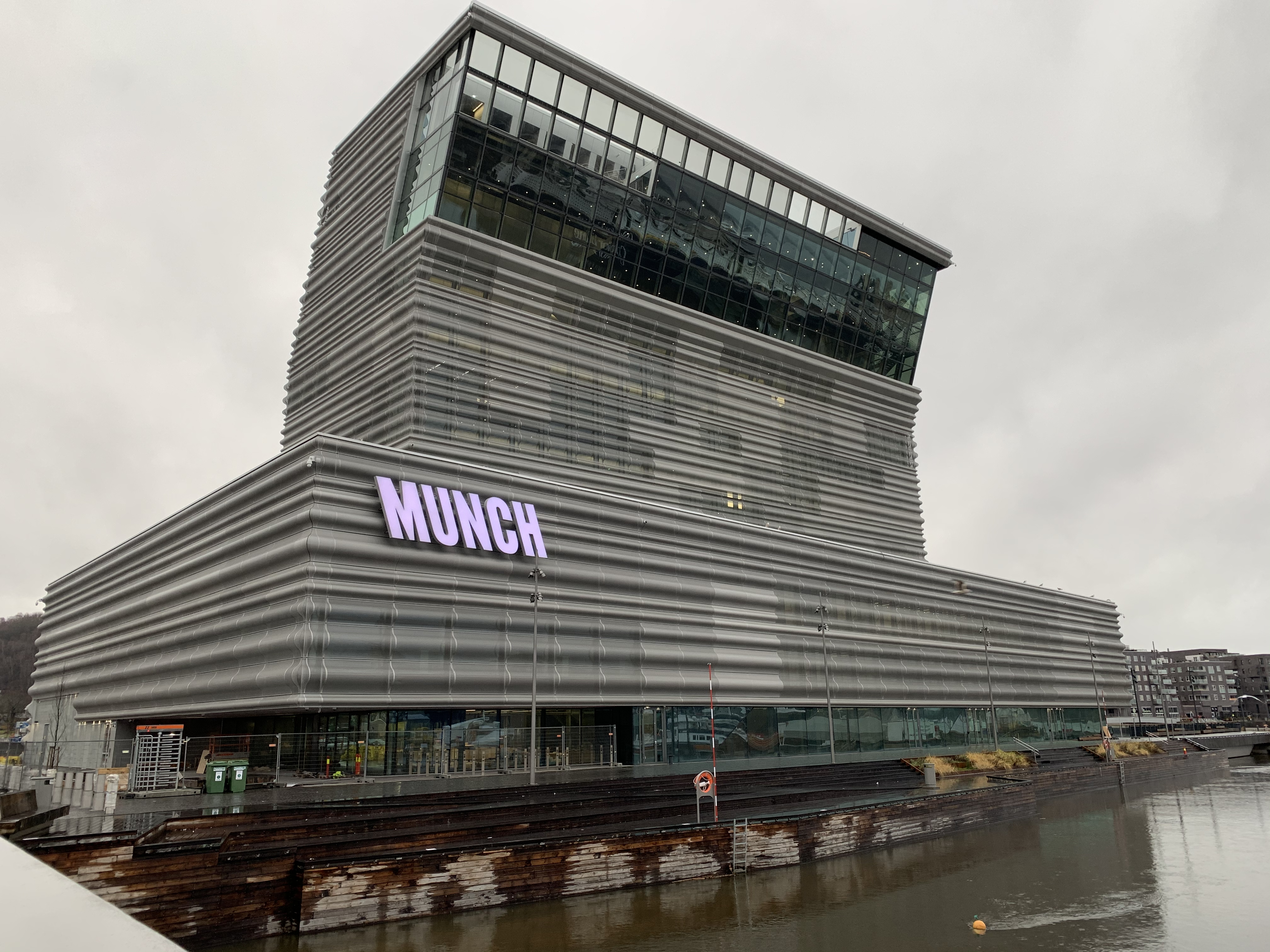
2020年的蒙克美術館，博物館於2021年10月開放。

比約維卡（Bjørvika） 是位於挪威首都奧斯陸的一個地區。自從2000年代開始，比約維卡開始進行都市更新，被規劃成為奧斯陸的文化中心。現在奧斯陸歌劇院就位於比約維卡。這裡還計劃修建有軌電車以改善交通。